# Magister equitum

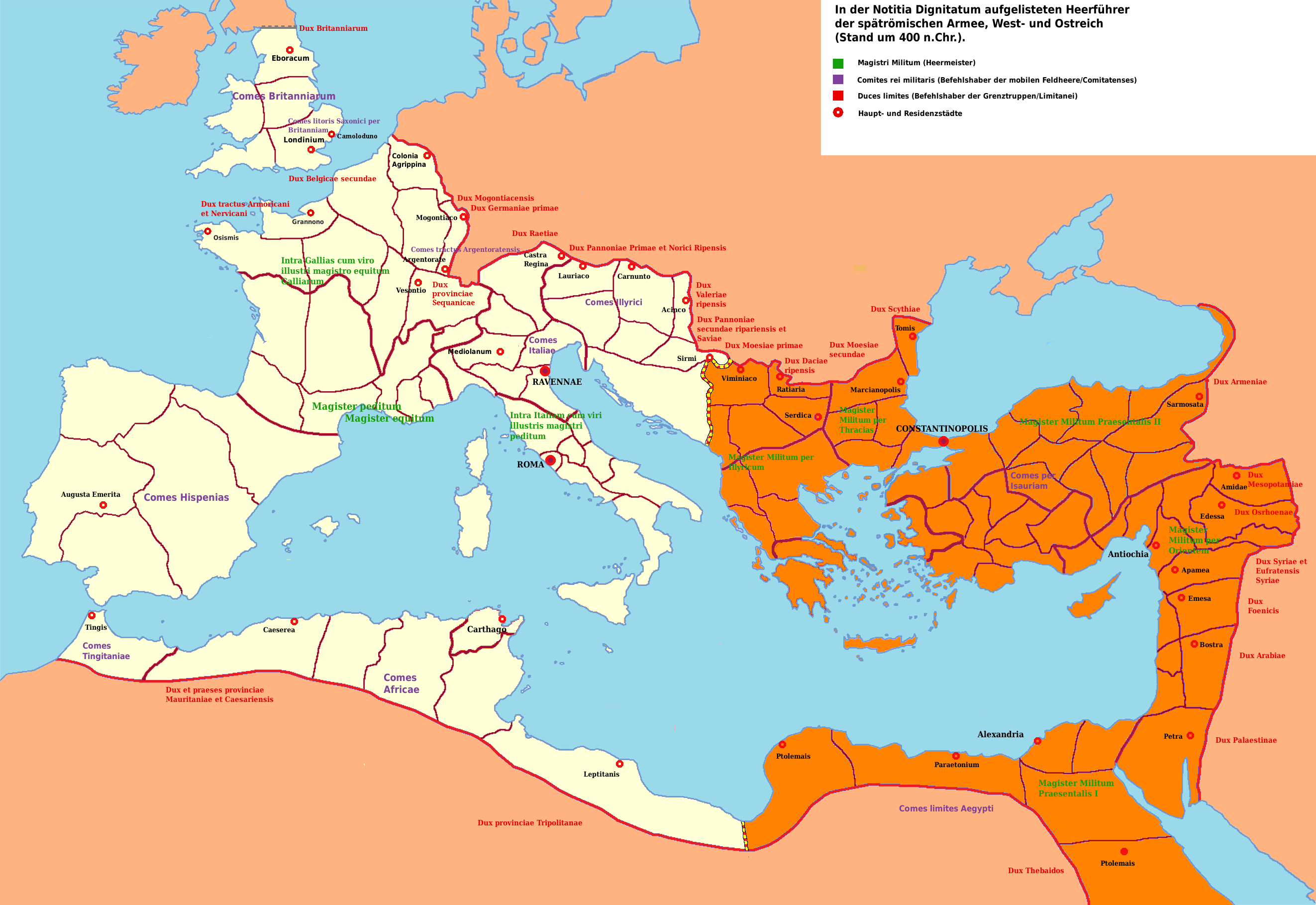
Magistri Milites, Comites rei militaris y Duces-Limites del ejército tardorromano en Roma occidental y oriental (a partir de principios del).

El magister equitum (traducido como jefe de caballería o mariscal de la caballería) fue un cargo político y militar de la antigua Roma.

## Desarrollo y características
Durante la monarquía fue un cargo político que actuaba a las órdenes del rey al frente de la reducida caballería del ejército.
Al desaparecer la monarquía, el cargo pasó a la República romana. Aunque el sistema romano de magistraturas ordinarias utilizaba siempre el principio de colegialidad, cuando se producía una emergencia que hacía necesario tomar medidas extraordinarias, designaban a un dictador, con mando único, y este nombraba a su vez como lugarteniente a un magister equitum. En teoría, este se encargaba de dirigir la caballería del ejército romano, mientras que el dictador mandaba la infantería. Tras la muerte de Julio César, Marco Antonio abolió la dictadura y con ella el cargo de magister equitum.
En el Bajo Imperio, el título de magister equitum se asignaba a militares prestigiosos y de gran experiencia para ejercer el mando de las unidades de élite de caballería de los ejércitos imperiales y estaba considerado un alto honor en la corte imperial.